# Dresus
Dresus was in de Ilias van Homerus een Trojaanse strijder. Hij werd tijdens de Trojaanse Oorlog gedood door Euryalus. 